# Roland Godel
Roland Godel est un auteur suisse romand pour la jeunesse, né en 1958 à Genève.

## Biographie
Après avoir obtenu une licence en science politique à l'Université de Genève, il exerce la profession de journaliste durant de nombreuses années, avant de rejoindre l'État de Genève en tant que responsable de communication.
Depuis 1999, il écrit des récits et romans pour la jeunesse. Publié notamment chez Gallimard, Bayard, Seuil, Thierry Magnier, Oskar et Syros, il a obtenu le Prix Chronos 2008 pour Les petits secrets de la pension Mimosas ainsi que le Prix du roman historique jeunesse 2010 et le Prix Tatoulu 2010 pour La sorcière de Porquerac (Seuil jeunesse). Son roman, Dans les yeux d'Anouch (Gallimard folio), qui évoque la déportation et le génocide des Arméniens en 1915, a reçu le Prix Gulli 2015 et le Prix du roman historique jeunesse 2017. En 2016, J'ai osé dire non (Oskar) a été récompensé par le Prix Unicef de littérature jeunesse.
En 2018, il publie un roman tous publics, Le chant de Smyrne (L'Harmattan), saga historique se déroulant durant les dernières années de la célèbre cité cosmopolite d'Asie Mineure, jusqu'à son anéantissement par le feu en 1922, dans le contexte de la montée des nationalismes et de l'intolérance.
Roland Godel vit aujourd’hui à Mulhouse et sur l’île grecque de Léros.

## Thèmes
Roland Godel s'adresse aussi bien aux enfants de 8-10 ans qu'aux adolescents et aux adultes. Il aborde dans ses romans des sujets de société parfois délicats (la misogynie dans La sorcière de Porquerac, la quête des origines familiales dans Le secret de mon père, le rapport perverti entre l'homme et la nature dans Prisonniers du chaos, l'intolérance et la xénophobie dans Le chant de Smyrne et Dans les yeux d'Anouch). À travers ces divers thèmes, il met l'accent sur les relations entre les gens, sur leurs sentiments et leurs émotions. Il s'intéresse aux peurs, aux désirs et aux doutes qui tenaillent l'être humain, et aux failles et aux forces qui le font avancer. Il traite aussi souvent des droits de l'enfant, notamment dans la collection "Droits de l'enfant" de l'éditeur Oskar, et par son dernier roman paru chez Syros, Vis ton rêve !, à travers le parcours d'un requérant mineur non-accompagné.

## Ouvrages publiés
- 2001 : La Trappe (OSL, Zurich)
- 2003 : Le Voleur d'âmes (LEP, Lausanne)
- 2004 : La Famille des cavernes (OSL, Zurich)
- 2005 : Colère noire (OSL, Zurich)[1]
- 2006 : Hors jeu (Bayard/J'aime Lire, Paris)
- 2006 : Les Petits Secrets de la Pension Mimosas (Cabédita, Yens sur Morges) [2]
- 2009 :  La Sorcière de Porquerac (Seuil, Paris)[3]
- 2010 :  Prisonniers du chaos (Thierry Magnier, Paris)
- 2012 :  (Le jour où) j'ai heurté le derrière du Père Noël (Limonade, Trélex)
- 2013 :  Le Secret de mon père (Oskar Editions, Paris)
- 2013 :  (Le jour où) Pudubec m'a fait du bouche-à-bouche (Limonade, Trélex)
- 2013 :  (Le jour où) La maîtresse a tenté de m'étrangler (Limonade, Trélex)
- 2013 :  (Le jour où) Je me suis battu pour l'amour d'une princesse (Limonade, Trélex)
- 2014 :  Le Sens de l'honneur (Oskar Editions, Paris)[4]
- 2014 :  Le Dernier rempart (Oskar Editions, Paris)
- 2015 : Dans les yeux d'Anouch (Gallimard jeunesse, Paris)
- 2016 : J'ai osé dire non ! (Oskar Editions, Paris)
- 2018 : Le chant de Smyrne (L'Harmattan, Paris)
- 2018 : Je ne suis pas ton esclave ! (Oskar Editions, Paris)
- 2018 : Dans les yeux d'Anouch (poche-Folio, Gallimard jeunesse, Paris)
- 2019 : C'est moi qui décide ! (Oskar Editions, Paris)
- 2020 : Vis ton rêve ! (Syros, Paris)
- 2023 : Soleil Noir (Auzou Suisse)
- 2024 : Ciao Paradis ! (Oskar Editions, Paris)

## Publications magazines
- 2004 : Hors jeu (J'aime Lire n°329, Bayard Presse)
- 2007 : Un coup de génie (Moi je lis n°232, Milan Presse)
- 2013 : Pas si moche que ça (Les p'tites sorcières n°150, Fleurus Presse)
- 2013 : Piège à touristes (Les p'tites sorcières n°152, Fleurus Presse)
- 2015 : On va s'en sortir! (J'aime Lire Max n°200, Bayard Presse)
- 2024 : Belle comme la nuit (Les romans des Sorcières n°41, Fleurus Presse)
- 2024 : On va s'en sortir! (réédition, Les Trésors de J'aime Lire Max n°31, Bayard Presse)
- 2024 : La revanche de Zoé (Les romans des Sorcières n°42, Fleurus Presse)

## Prix
- 2017 : Prix du roman historique jeunesse de Blois 2017[5]
- 2016 : Prix Unicef de littérature jeunesse 2016[6]
- 2015 : Prix Gulli 2015[7]
- 2015 : Sélection Prix Historia 2015[8]

- 2014 : Sélection Plume jeunesse 2014[9]

- 2011 : Sélection Tatoulu 2011-2012[10]
- 2010 : Prix du roman historique jeunesse de Blois 2010[11]
- 2010 : Prix Tatoulu 2009-2010[12]
- 2008 : Prix Chronos 2008[13]